# 提格雷战争
提格雷战争是自2020年11月4日起在埃塞俄比亚提格雷州發生的內戰。參戰方為埃塞俄比亚联邦政府和提格雷人民解放陣線。

## 事前態勢
现代埃塞俄比亚的疆域是在孟尼利克二世统治期间才大致确立的，国家统合时间不长，各民族间冲突尖锐，再加上后继的海尔·塞拉西一世与门格斯图政权都采取了激进的民族政策，因此埃塞俄比亚长期有着民族矛盾爆发的隐忧。这一问题在梅莱斯·泽纳维担任总理后，通过将民族联邦化的方式承认各民族权利，使紧张形势获得了一定程度的缓解。然而梅莱斯自己所属的提格雷族在埃塞俄比亚的总人口并不高，占据主要人口比例的阿姆哈拉族与奥罗莫族一直对提格雷人长期掌握中央政权极为不满，形成了新的民族矛盾。这一隐患最终在梅莱斯病逝后彻底爆发，经过了五年多的权力拉锯，提格雷人基本上被从埃塞俄比亚新的中央政府中排挤出去。阿比总理上台后，对于提格雷族采取了更加激进的压制态度，甚至直接放弃提格雷州所属的争议领土，与宿敌厄立特里亚达成和解。阿比也由此获得了诺贝尔和平奖。而提格雷人被排挤出中央后，便将政治势力收缩到了提格雷州内部，并开始抗拒亚的斯亚贝巴的行政命令，与中央分庭抗礼。
2020年9月9日，提格雷人民解放阵线执政的提格雷州无视埃塞俄比亚联邦政府推迟选举的命令，执意举行地区选举。此后，早就已陷入不和状态的埃塞俄比亚联邦政府和提格雷人民解放阵线的关系急转直下。非洲联盟尝试推动双方进行和平谈判，但是非盟的努力丝毫没起作用。埃塞俄比亚联邦政府认为，必须消除提格雷人民解放阵线对中央权力构成的威胁。随着局势日趋紧张，由埃塞俄比亚总理阿比·艾哈迈德任命的一个将军被提格雷州方面阻止履职。
2020年11月3日，埃塞俄比亚联邦议会建议将提格雷人民解放阵线指定为恐怖组织。

## 进程

### 2020年
2020年11月4日早上，埃塞俄比亚总理阿比·艾哈迈德在电视讲话中宣布，由于当日凌晨提格雷人民解放阵线袭击了埃塞俄比亚国防军位于提格雷州的基地并试图占领北方司令部，国防军将在提格雷州开始对提格雷人民解放阵线发动军事进攻，并在提格雷州实施6个月紧急状态。提格雷州政府也宣布关闭领空，并声明驻扎当地的国防军已经归提格雷人民解放阵线指挥，但联邦政府对此表示否定。
2020年11月6日，阿比表示，针对提格雷人民解放阵线的第一轮军事行动已成功完成，埃塞俄比亚空军已成功歼灭了驻扎在各个战线的叛军的火箭炮和大炮，挫败了提格雷人民解放阵线使用火箭的意图，这些火箭可以击中提格雷州首府默克莱300公里范围内的目标。在提格雷部隊對北方司令部的突襲中，埃軍有大量武器被奪取，部分軍官和士兵投向提格雷一方，另有數以千計的埃軍軍官和士兵被殺或被俘。
2020年11月7日，埃塞俄比亚联邦议会联邦院通过决议，废除提格雷州现有议会和行政机构，成立过渡政府，由过渡政府重新任命行政机构成员。过渡政府将获授权举行选举，并执行联邦政府通过的决定。
冲突引发该地数万人逃亡苏丹等国。提人阵武装还对厄立特里亚首都阿斯马拉发动火箭弹袭击。
2020年11月28日，埃塞俄比亚总理阿比和国防军总参谋长朱拉通过社交媒体表示埃塞俄比亚军队已经全面控制提格雷州的首府默克莱。朱拉表示埃軍釋放了早前被提格雷部隊拘留的7,000名國防軍成員。

### 2021年
2021年4月，埃塞俄比亞正統合性教會牧首阿布纳·马蒂亚斯指稱提格雷正在發生种族灭绝。4月13日，埃塞俄比亞国防军称已消灭提格雷州8个地区的提人阵军政府组织。據報在戰爭開始後，埃塞俄比亞當局拘留了超過17,000名在埃軍服役的提格雷尼亞人。
2021年5月，埃塞俄比亞政府把提人陣和奥罗莫解放阵线/谢恩列為恐怖組織。
2021年6月10日，聯合國一名官員表示提格雷已發生饑荒。6月11日，有報導引用比利時根特大學研究員的「提格雷人道地圖集」，指出在提格雷的600萬人口中，只有三分之一人住在埃塞俄比亞政府控制區，另外三分之一人住在厄立特里亞軍控制區，另外150萬人住在提格雷叛軍控制的鄉郊地區。曾在該地區一些農業項目工作的一個根特大學團隊表示當地有大片農田因為農民缺乏種子、耕牛或肥料而被棄耕，更甚的是有士兵威嚇當地農民不得耕種，一些偏遠村莊的農民只能在黑夜偷偷走到田裏犁地。6月中旬，歐盟提格雷問題特使、芬蘭外長佩卡·哈維斯托稱他在2月與埃塞俄比亞領導層會面時，對方有人說出他們要摧毀提格雷尼亞人，在100年裡徹底消滅提格雷尼亞人之類的話。6月28日，提格雷叛軍收復提格雷州首府默克萊，大批居民上街慶祝。埃塞俄比亞政府同日單方面宣布在提格雷州實施停火直至耕作季節結束。6月29日，厄立特里亞軍撤離希雷、阿克蘇姆和阿杜瓦。叛軍宣稱在6月攻勢中消滅數萬名埃軍。
2021年7月1日，提人陣主席德布雷齐翁·格布雷迈克尔接受《紐約時報》訪問時宣稱提格雷一方在戰爭初期受到阿比政府的盟友阿聯酋的無人機攻擊。7月2日，提格雷叛軍將數千名埃軍戰俘帶到默克萊遊街示眾，一些戰俘躺在擔架床上由他人抬著，另外一些戰俘綁着染血繃帶。提格雷方面表示他們將會釋放戰俘中的低階士兵，而軍官則繼續拘留。
7月6日起，提格雷政府开始动员，准备从阿姆哈拉民兵手中夺回西提格雷。
7月12日，提格雷防卫力量发起了一波攻势。提格雷军占领了南提格雷，包括阿拉马塔和科雷姆。 提格雷防卫力量随后越过特克澤河西征佔領麦·泽布里，迫使阿姆哈拉州當局著手大規模動員民兵。在提格雷防卫力量迅猛进军下，艾哈迈德总理威胁要恢复与提格雷的战争并镇压叛乱者，这引起了人们对于种族屠杀的恐慌。他召唤了埃塞俄比亚其他地区的民兵组织，奥罗米亚、锡达玛以及南方州响应了艾哈迈德的号召并动员了起来。作为回应，提格雷防卫力量入侵了毗邻的阿法尔州，迫使本尚古勒-古马兹州、甘贝拉州、哈勒尔州以及索马里州也参与到战争之中。在阿法尔西部的激烈交火已经导致了54,000余人离家失所，据传闻提格雷防卫力量占领了该州的三个区。尽管提人阵声称其进入阿法尔的目标仅仅是联邦军队，专家们相信他们的目标是占领恩贾梅纳－吉布提高速公路，这是埃塞俄比亚一条重要的贸易路线，与吉布提港相连。
2021年8月5日，提格雷軍攻佔拉利貝拉。8月11日，「奧羅莫解放軍」領導人向美聯社表示早前已與提人陣達成協議，合組軍事聯盟對抗阿比政府。
2021年9月，埃塞俄比亞軍方宣稱挫敗了提格雷人民解放阵线試圖破壞復興大壩建設的計劃，並在戰鬥中殺死50人。
2021年10月，埃軍發起新的攻勢，但是很快被擊退。10月30日，提格雷軍宣稱已佔領德西。10月31日，提格雷軍宣稱奪取了位處連接亞的斯亞貝巴和吉布提港的一條公路上的孔博勒查，而奧羅莫解放軍宣稱奪取了位處同一公路上的Kemise。同日阿姆哈拉州政府要求「所有政府機構暫停日常活動，把預算和所有資源投入到生存運動」，並宣佈宵禁。
2021年11月1日晚，提格雷軍表示已與南面的奧羅莫解放軍會師。11月2日，提格雷軍宣稱佔領了Burka，同日埃塞俄比亞首都亚的斯亚贝巴當局要求居民為保衛社區做準備。同日埃塞俄比亞政府宣佈全國進入緊急狀態。據報自埃軍10月攻勢以來，有數以千計甚至可能多達3萬名「年輕、訓練不足和武器不足的」埃軍士兵喪生。11月5日，提人陣、奧羅莫解放軍和其它7個團體組成「埃塞俄比亞聯邦主義及邦聯主義力量統一陣線」。11月22日《衛報》報導提人陣宣稱已控制位於亞的斯亞貝巴東北、距首都僅220公里路程的謝瓦羅比特。11月28日，國防軍及阿法爾州部隊收復奇夫拉（Chifra），半島電視台的記者說「街上到處都是死屍」。
2021年12月1日，埃塞俄比亞政府宣稱軍隊已收復謝瓦羅比特和拉利貝拉。12月6日，埃塞俄比亞政府宣稱軍隊已收復德西和孔博勒查。12月12日，提格雷軍再次佔領拉利貝拉。12月18日，埃塞俄比亞政府宣稱軍隊已收復沃爾迪亞。12月20日，提人陣宣佈已完成從阿姆哈拉州和阿法爾州撤軍。12月23日，埃塞俄比亞政府宣佈已命令軍隊停止在提格雷州境內推進。

### 2022年
2022年11月2日，埃塞俄比亚政府与提人阵在南非行政首都比勒陀利亚达成永久停火协议。

## 戰術
提格雷戰爭的交戰雙方均被指使用了人海戰術。埃塞俄比亚政府指責提格雷人民解放陣線把平民推上前線實施人海戰術，並指中央政府一方也可以採用人海戰術對付人海戰術。艾力克斯·德·瓦爾宣稱中央政府一方自2021年6月大敗後實施人海戰術。Martin Plaut宣稱中央政府一方把大量訓練不足的士兵投入戰場，以人海戰術試圖突破提格雷軍戰線。據報有些時候進行第二波衝鋒的埃軍士兵根本沒有槍，有數以千計甚至可能萬計的士兵在人海戰術中陣亡。Ann Fitz-Gerald相信同樣採用人海戰術的提格雷軍傷亡更慘重。

## 战争罪

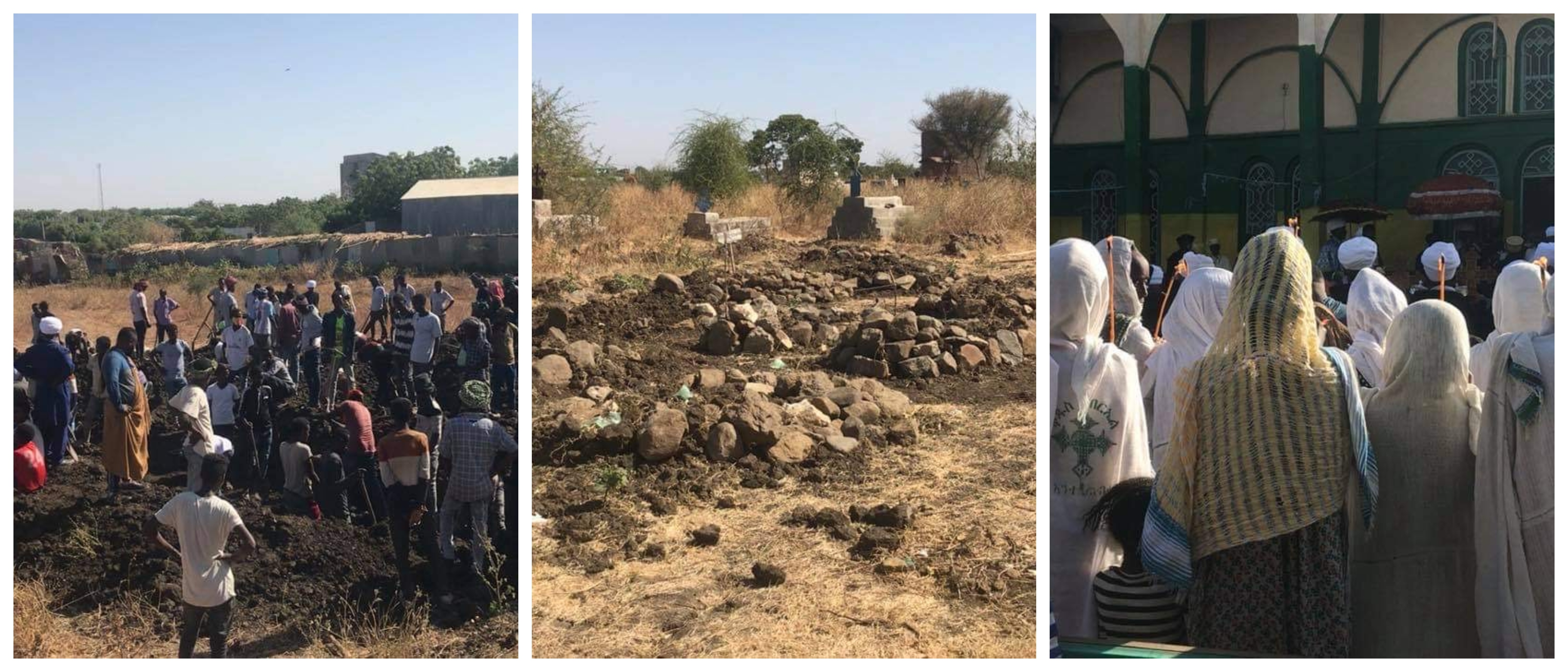
人們為萬人坑祈禱，他們的屍體被安葬在教堂墓地

在提格雷战争中，许多来源指出埃塞俄比亚政府军和提格雷叛军都犯下了不同程度的战争罪。

### 人造饥荒
自战争开始，埃塞俄比亚政府就切断了提格雷地区的对外交流。 同时，战争和蝗灾导致地区收成受损。因为收成短缺以及无法进口食品，提格雷地区目前正在经历大规模的饥荒。截至2021年5月，提格雷有550万人面临严重的粮食短缺，超过35,0000人经历灾难性饥荒。这是自2011年索马里饥荒以来全世界最严重的一场饥荒。
根据《经济学人》的报道，埃塞俄比亚政府正在故意阻止食物进入提格雷，试图通过饥荒让叛军投降。埃塞俄比亚政府在2021年1月底否认了这一说法。同年2月10日，埃塞俄比亚红十字会的负责人表示许多到达达格雷安镇的营地的难民“瘦弱”到“真的皮包骨头”的样子。他估计人道主义援助无法到达提格雷“百分之八十”的人口。2021年2月埃塞俄比亚和平部长允许增加在格雷地区的粮食分配。

### 战时强奸
提格雷战争中的交战双方都有大规模强奸、轮奸和虐待平民妇女的行为。许多士兵和民兵对当地妇女（包括孕妇和小至7岁的女孩）进行强奸、轮奸、性奴役、性残割和其他形式的性虐待。这些性虐待还常常伴随着其他生理性和心理性的施虐。生理施虐包括用滚烫的铁片或者香烟头灼伤受害者，往受害者阴道里塞入铁棍、铁钉等异物，用锐器戳伤受害者等。心理施虐包括在受害者家属甚至孩子面前强奸他们、强迫受害者和家庭成员乱伦、言语羞辱或侮辱受害者等。在被强奸之后，很多受害者会感染艾滋病等性传染病。然而因为战时医疗资源的匮乏和受害者的羞耻心，很多受害者都无法及时得到治疗。
截至2021年8月，在医院登记的强奸受害者数量有512-516名，但实际数字应该远高于此。英国议员海伦·海斯估计提格雷战争中的强奸案更接近10,000起。而联合国人口基金估计埃塞俄比亚目前有26,000名妇女需要性暴力后医疗和心理服务。许多来源都认为提格雷地区的大规模强奸是有计划的战略行为，旨在破坏敌方的士气、对敌方民族进行种族灭绝式强奸以及在敌方领土散布艾滋病以进行生化战。

### 反人类罪
埃塞俄比亚人权委员会在2020年11月声称埃塞俄比亚在迈卡德拉的屠杀“可能”构成反人类罪。2020年11月28日，埃塞俄比亚政府军在阿克苏姆市屠杀了800平民。国际特赦组织在报告中宣布阿克苏姆地区的屠杀可能“构成战争罪”。

### 种族灭绝
许多来源指责埃塞俄比亚和厄立特里亚政府对提格雷人进行种族清洗和灭绝。种族灭绝观察宣布埃塞俄比亚的种族灭绝已经进行到了第9步-根除，以及第10步-否认。据欧盟驻埃塞俄比亚特使佩卡·哈维斯托称，埃塞俄比亚政府高级官员正在呼吁“消灭”所有提格雷人。埃塞俄比亚政府否认了这些指控。

## 人道主义危机
根据联合国的数据，约有230万左右的儿童无法获得急需的援助和人道主义救助。自从本次纷争开始起，埃塞俄比亚联邦政府一直严格控制着提格雷地区的进出，联合国儿童基金会称，埃塞俄比亚政府仍未能确保足够的“粮食、包括用来治疗儿童营养不良的即用医疗粮食，药品、水、燃料以及其他正在枯竭的必需品。”
至2021年3月13日，联合国和其合作伙伴救助了90万人，给予他们完整的食品篮，70万人获得了纯净水。尽管有所进展，由于进行中的交火，很多人难以接洽。约有450万人仍需救援，其中100万人由于战火而处于无法进入的地区。
世界和平基金會於2021年4月表示單計提格雷地區的中部和東部，每日有50至100人由於直接與饑餓相關的原因而死。
聯合國官員在2021年夏天稱提格雷在2020年戰事開始時已遭受蝗災打擊導致失去四分一農作物，剩下的收成又有9成以上被掠奪或被毀。
據2021年6月的報導，提格雷地區已有兩地各自報告有超過100人餓死。同一報導提到有一批援助物資被厄立特里亞軍掠奪。單在2021年8月，另有至少150人餓死。2021年9月中，世界糧食計劃署表示自7月12日以來有445輛運載物資的承包商卡車進入提格雷地區，但只有38輛返回，缺乏卡車阻礙了該署的工作，署方不知道其餘卡車的去向。截至2021年9月，已有超過35萬公噸糧食援助抵達埃塞俄比亞，但是在埃塞俄比亞政府的封鎖政策下，只有很少量能夠運到提格雷地區。
2021年12月有報導稱提格雷部隊掠奪了世界糧食計劃署存放於孔博勒查的大量糧食物資。12月10日，相信來自埃塞俄比亞國防軍或盟友部隊的人員在孔博勒查強行徵用了糧食計劃署的18輛卡車，後來歸還其中15輛。
2022年1月有報導稱在提格雷最大醫院有一些醫護人員已經8個月沒有獲發工資，被迫乞討食物自救。同月聯合國報告稱有220萬人極度缺乏食物。

## 分析
在戰爭爆發時，據報埃塞俄比亞軍隊大部分軍事裝備集中於北方司令部。提格雷軍奪取了這些裝備後，在戰爭初期大多被無人機摧毀或是被厄立特里亞軍擄獲，很少裝備能夠再次落入埃軍手中。
戰前埃塞俄比亞國防軍曾經有約18%的人員是提格雷尼亞人，在軍官團所佔比例更是此數的二倍左右。德·瓦爾認為阿比政府在軍隊推行減少提格雷尼亞人影響力的改革損害了軍隊士氣和凝聚力，而阿比在戰爭爆發前未有足夠時間完成軍隊的重整。Kjetil Tronvoll認為阿比政府在曾經長期由提格雷尼亞人主導的聯邦軍隊中拘捕大量士兵和軍官的做法，削弱了聯邦軍隊的能力，而埃塞俄比亞國防軍也有大量內部爭鬥。另一方面，提格雷軍有較高的士氣和爭取勝利的決心，提人陣的部隊有紀律，是一群「受過良好教育」的人。
然而，在阿比政府從國外獲得更多戰鬥無人機後，從2021年11月底開始，戰場形勢變得對阿比政府有利。據估計截至2021年12月，阿比政府可動用的戰鬥無人機不超過數十架。